# Progressz M–13M
Progressz M–13M orosz teherűrhajó.

## Küldetés
2011. augusztus végén, a Szojuz  hordozórakéta meghibásodása miatt elveszett Progressz M–12M teherűrhajó után az első alkalom volt a Progressz-program  folytatására. A teherűrhajó több mint 2,6 tonna hasznos terhet szállít a Nemzetközi Űrállomásra (ISS). Az orosz teherűrhajók jelentették az egyetlen szállítási lehetőséget az űrállomásra azóta, hogy az amerikai űrkutatási hivatal (NASA) júliusban leállította az űrsiklóprogramot. Rakterében többek között élelmiszert (friss és aszalt gyümölcsök, hagyma, fokhagyma), vizet, oxigént, üzemanyagot, különböző berendezéseket, egyéni csomagokat szállított az űrállomásra.  Az orosz űrhajósok ezentúl tizenhat naponként kapják ugyanazt az ételt az eddigi nyolc helyett.
A berendezések között volt az orosz tudósok által kifejlesztett Csibisz-M (angol átírással: Chibis) mikroműhold is. A Csibisz-M magyar vonatkozása, hogy fedélzetére a SAS3-CH jelű elektromágneses hullámanalizátort az ELTE Űrkutató Csoportja és a BL Electronics Kft. együttműködésével fejlesztették és építették Budapesten. A kutatóműhold feladata például az ionoszféra plazmahullámainak, a zivatarzónákban bekövetkező villámlásokkor keletkező földi gamma-felvillanásoknak a tanulmányozása. A mikroműhold össztömege közel 40 kilogramm, a benne rejlő tudományos berendezésé pedig mindössze 12 kilogramm. A Progressz M–13M-at, miután lekapcsolták az űrállomásról, a Földtől 480-500 kilométeres távolságba emelték, s ekkor indították róla a mikroműholdat. A teherszállító működését az űrállomáson keletkezett hulladék leszállításával – a Csendes-óceán déli része fölött légkörben történő elégéssel – fejezte be.

## Űrrepülés
2011. október 30-án sikeresen felbocsátották a teherűrhajót a kazahsztáni Bajkonur űrrepülőtérről.  Az automata üzemmódban repülő űreszközt a Szojuz–U hordozórakéta juttatta pályára. 2011. november 2-án kapcsolódott össze az űrállomással. Összesen 82 napot töltött az ISS-hez csatlakozva, január 23-án eltávolodott onnan.